# Katharine Mehrling

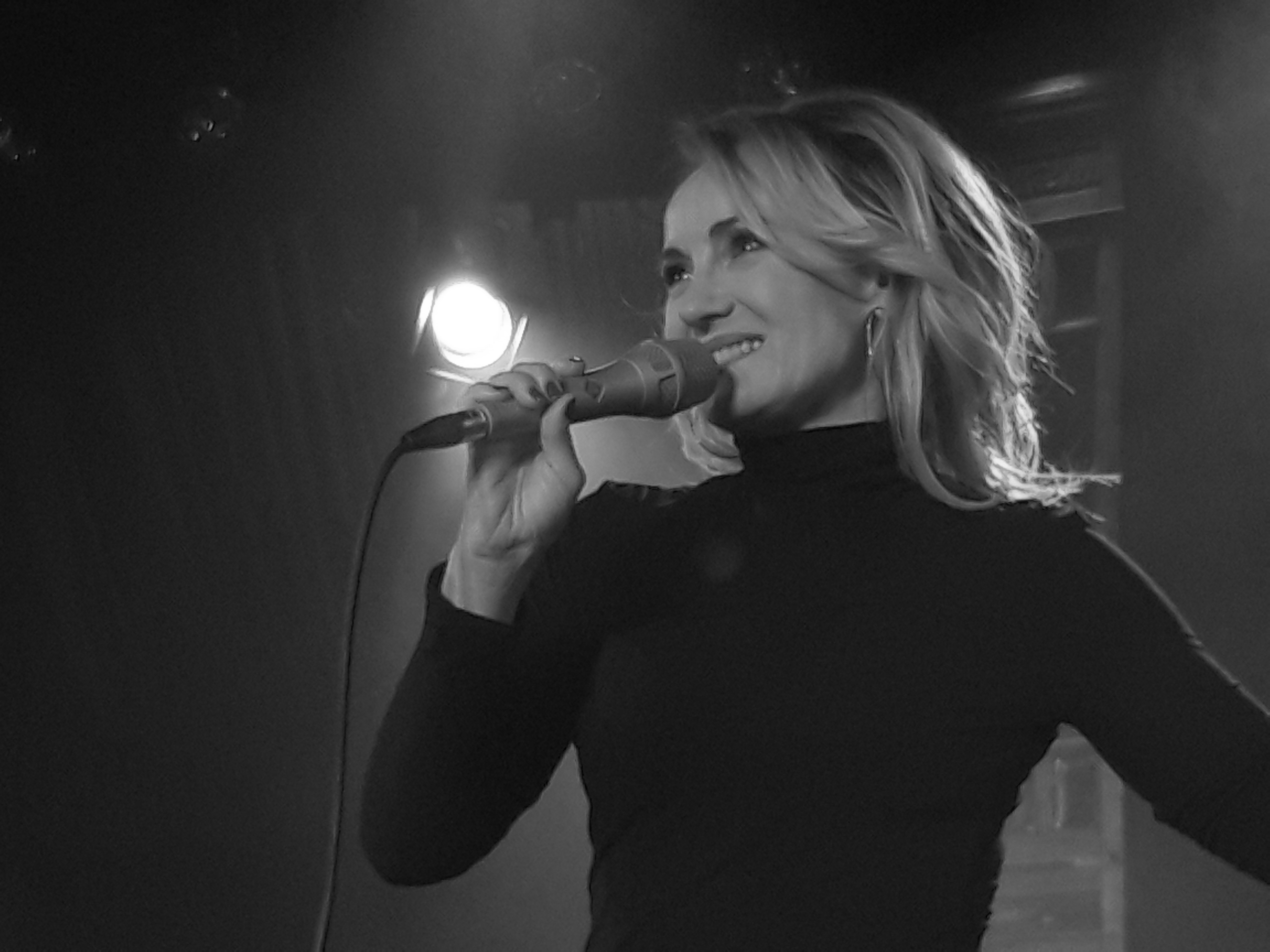
Katharine Mehrling (2018)

Katharine Mehrling (* 1975 in Hanau) ist eine deutsche Sängerin, Musicaldarstellerin, Schauspielerin und Songschreiberin.

## Leben
Katharine Mehrling wuchs in Ostheim (Nidderau) auf und besuchte die Schule in Hanau. Ihre Eltern betrieben die Musikkneipe „Tenne“, in welcher Mehrling auch mit ihrer Mutter Margarete auftrat. Margarete Mehrling veröffentlichte unter dem Namen Grit von Osthe in den 1960er Jahren mehrere Schallplatten mit Jazz- und Chanson-Stücken. Bereits als Teenager erhielt Katharine Mehrling von Ralph Siegel einen Plattenvertrag bei seinem Label Jupiter (als „Kathy Joe Daylor“). Unter dem Künstlernamen Cassy trat sie 1987 beim Vorentscheid zum Eurovision Song Contest Ein Lied für Brüssel mit dem Titel Aus auf und erreichte den siebten Platz. 1989 veröffentlichte sie mit Schauspieler Christopher Lee die Single Little Witch. Es folgten 1990 das Pop-Album Breakaway und weitere Singles.
Anschließend studierte Mehrling Schauspiel und Gesang am London Studio Centre und am Lee Strasberg Theatre Institute in New York. 1993 wurde sie während ihrer Ausbildung von Regisseur Michael Bogdanov als Chrissy für die Revivalproduktion des Musicals Hair im Old Vic Theatre in London engagiert. Beim Bundeswettbewerb Gesang belegte sie 1995 den zweiten Platz; 2011 wurde sie bei diesem Wettbewerb Jury-Mitglied und 2013 Jury-Präsidentin sowie Moderatorin der Preisträgergala im Friedrichstadtpalast.
Ihre weiteren Bühnenengagements umfassen Hauptrollen als Sugar Kane in Some Like It Hot, Polly in Die Dreigroschenoper, Éponine in Les Misérables, Eva Peron in Evita, Lucy in Jekyll & Hyde, Irma in Irma la Douce, Emma in Bleib noch bis zum Sonntag, Fanny Brice in Funny Girl, Lilli Vanessi/Katharina in Kiss Me, Kate (Bad Hersfelder Festspiele) und Sally Bowles in Cabaret in der Berliner Bar jeder Vernunft. 2016 war sie die Premierenbesetzung in Andrew Lloyd Webbers Evita im Ronacher in Wien. Die Rolle der Chansonsängerin Edith Piaf spielte und sang Mehrling in drei verschiedenen Theaterinszenierungen. Zu weiteren Rollen Mehrlings gehörten Judy Garland im Schauspiel End of the Rainbow (Schlosspark Theater Berlin), Diana Goodman in Fast Normal (Renaissance-Theater (Berlin)), Frau Mehrling in Ewig Jung (Renaissance Theater Berlin), die Rancherin Lorna Farell in Emmerich Kálmáns Arizona Lady, die Jazzkomponistin Daisy Darlington in Ball im Savoy, Eliza Doolittle in My Fair Lady an der Komischen Oper Berlin und Roxie Hart in Chicago (Komische Oper Berlin).
Im Dezember 2015 feierte Mehrling in zwei Konzerten an der Komischen Oper den 100. Geburtstag der Piaf, in Anwesenheit des Piaf-Komponisten Charles Dumont. Ihr Konzert Katharine Mehrling singt Piaf mit der NDR Radiophilharmonie und dem Dirigenten Enrique Ugarte wurde 2017 im NDR Kultur Radio übertragen.
In ihren Soloprogrammen widmet sich Mehrling dem Jazz und dem französischen Chanson: Hommages, Bonsoir Katharine, Piaf Au Bar, Mehrling Au Bar, Vive La Vie und In Love with Judy. Ihr erstes Album mit selbstgeschriebenen Liedern, Am Rande der Nacht wurde 2011 in den Berliner Hansa Studios produziert. Das Werk zwischen Chanson, Jazz und Blues wurde von Rolf Kühn produziert, der auch größtenteils die Musik und die Arrangements für dieses Album schrieb. Ende 2011 präsentierte der Hessische Rundfunk im großen Sendesaal Ein Abend mit Katharine Mehrling und der HR Big Band unter der Leitung von Jörg Achim Keller. Im Jahr darauf folgte die Show Am Rande der Nacht mit Band, Tänzern, internationalen Artisten und Rolf Kühn im Berliner Wintergarten. Dafür wurde Mehrling von der Stadt Bremerhaven der Lale Andersen Förderpreis verliehen.
Mehrling wirkte im Kinofilm Operation Walküre – Das Stauffenberg-Attentat als Sängerin im Offiziersclub mit und ist mit dem Lied Für eine Nacht voller Seligkeit auf dem Soundtrack zum Film zu hören. 2014 folgte eine Hauptrolle als Jazzsängerin Jeannie Franzen in der Folge Mauritius der Fernsehserie Das Traumschiff. In dem in Kapstadt gedrehten Sat.1-Film Liebe auf den ersten Trick ist sie an der Seite von Dieter Hallervorden, Veronica Ferres und Steffen Groth zu sehen. Im Dezember 2020 trat sie mit Violinist Daniel Hope im Arte-Format Hope@Home auf.
Mehrling gab Konzerte mit der Big Band der Deutschen Oper in der Deutschen Oper Berlin und im Konzerthaus am Gendarmenmarkt, mit den Brandenburger Symphonikern, dem Philharmonischen Orchester Kiel, dem Philharmonischen Orchester Freiburg, dem Brandenburgischen Staatsorchester Frankfurt und mehrfach mit dem Filmorchester Babelsberg. 2018 und 2019 gastierte sie mit ihrem Programm Streets of Berlin im Kabarettklub Joe’s Pub at the Public Theater erstmals in New York.
Im Mai 2019 veröffentlichte sie die Single Straßen von Berlin aufgenommen mit dem Filmorchester Babelsberg. Das Video wurde in Berlin mit Jannik Schümann, Tilmar Kuhn und Dagmar Biener gedreht.
Seit ihrer Zusammenarbeit an Paul Abrahams Jazz-Operette Ball im Savoy verbindet Mehrling mit Barrie Kosky eine künstlerische Freundschaft. Mit ihrem gemeinsamen Abend Lonely House widmeten sich die Künstler im Dezember 2019 dem Schaffen des Komponisten Kurt Weill und präsentierten zu zweit französische und amerikanische Lieder aus Weills Exil in Paris und New York. Im August 2021 gab Mehrling ihr Debüt beim Edinburgh International Festival, wo sie mit Barrie Kosky ihren Kurt-Weill-Abend Lonely House präsentierte.
In der Saison 2022 ist Katharine Mehrling Artist-in-Residence des Kurt-Weill-Fests in Dessau. Sie eröffnete das Kulturfest am 25. Februar 2022 gemeinsam mit der Anhaltischen Philharmonie und dem Ensemble Amarcord mit Weills kapitalismuskritischer Satire Die sieben Todsünden.
Im Juli 2022 heiratete sie in Ostuni (Apulien) den Schauspieler Tilmar Kuhn.

## Auszeichnungen
- 1995: 2. Platz beim Bundeswettbewerb Gesang, Sparte Musical/Chanson[12]
- 1995: Preis des Deutschen Bühnenvereins
- 2010: Goldener Vorhang für das Ensemble von Ewig Jung am Renaissance-Theater
- 2012: Lale-Andersen-Preis (Förderpreis auf Vorschlag von Gitte Hænning[13])
- 2013: Goldener Vorhang für ihre Darstellung der Judy Garland im Schauspiel End of the Rainbow am Schlosspark Theater und ihr Debüt an der Komischen Oper als Daisy Darlington in der Jazzoperette Ball im Savoy
- 2015: Goldener Vorhang für ihre Rolle in Fast normal am Renaissance-Theater
- 2016: Berliner Bär (B.Z.-Kulturpreis)
- 2016: Goldener Vorhang für ihre Rolle als Eliza in My Fair Lady an der Komischen Oper Berlin
- 2018: Goldener Vorhang für Mehrling au Bar in der Bar jeder Vernunft und ihre Rolle in der französischen Komödie Die Wahrheit im Schlosspark Theater
- 2019: Großer Hersfeld-Preis[14] sowie Zuschauerpreis der Bad Hersfelder Festspiele[15] für ihre Darstellung in Funny Girl
- 2019: Goldener Vorhang für ihr Programm Vive la vie in der Bar jeder Vernunft[16]
- 2023: Goldener Vorhang für ihre Darstellung in … und mit morgen könnt ihr mich! an der Komischen Oper Berlin[17]
- 2024: Goldener Vorhang für ihre Darstellung der Roxie Hart in Chicago an der Komischen Oper sowie ihr Brecht-Programm Fremder als der Mond am Berliner Ensemble

## Diskografie
- Hair. The 1993 Original London Cast Recording. EMI-Electrola, 1993
- Rainer Bielfeldt: Conni – Ich mach so gern Musik. Universal Music, 2004
- Hommages. 2008
- Am Rande der Nacht. 2011

## Filmographie
- 2008: Operation Walküre – Das Stauffenberg-Attentat
- 2011: Mein Prinz. Mein König.
- 2014: Das Traumschiff (Folge Mauritius)